# Alemonia
În religia antică romană, zeița Alemonia sau Alemona era responsabilă pentru alimentarea fetușilor din uter.
Religia romană timpurie a fost preocupată cu relațiile de centralizare dintre zei și oameni. În acest sens, romanii au făcut o mare selecție de divinități în acest domeniu. Alemonia a fost chemată ca un gardian general și o divinitate tutelară pentru a asigura sănătatea și siguranța nenăscutilor.